# Società Sportiva Maceratese 1968-1969
Questa voce raccoglie le informazioni riguardanti la Società Sportiva Maceratese nelle competizioni ufficiali della stagione 1968-1969.

## Rosa
| N. |                   | Ruolo | Calciatore           |
| -- | ----------------- | ----- | -------------------- |
|    | Italia (bandiera) | A     | Oreste Alessandrini  |
|    | Italia (bandiera) | A     | Stelvio Attili       |
|    | Italia (bandiera) | P     | Gastone Ballarini    |
|    | Italia (bandiera) | A     | Alessandro Capponi   |
|    | Italia (bandiera) | A     | Alfiero Caposciutti  |
|    | Italia (bandiera) | D     | Giuseppe Ciappelloni |
|    | Italia (bandiera) | A     | Silvano Ciarlini     |
|    | Italia (bandiera) | A     | Giovanni Cicarelli   |
|    | Italia (bandiera) | A     | Antonio Cittadini    |
|    | Italia (bandiera) |       | Cuzzani              |
|    | Italia (bandiera) |       | Fabrizi              |
|    | Italia (bandiera) | C     | Palmiro Fammilume    |
|    | Italia (bandiera) |       | Lombardelli          |
|    | Italia (bandiera) | C     | Enzo Masi            |
|    | Italia (bandiera) | C     | Sergio Molinari      |

| N. |                   | Ruolo | Calciatore          |
| -- | ----------------- | ----- | ------------------- |
|    | Italia (bandiera) | D     | Alessio Olivieri    |
|    | Italia (bandiera) | D     | Giorgio Olivieri    |
|    | Italia (bandiera) | C     | Giampiero Palucci   |
|    | Italia (bandiera) | A     | Luigi Peronace      |
|    | Italia (bandiera) | A     | Giovanni Pirantonio |
|    | Italia (bandiera) |       | Pirri               |
|    | Italia (bandiera) | C     | Vito Placanica      |
|    | Italia (bandiera) | C     | Alberto Prenna      |
|    | Italia (bandiera) | D     | Giuseppe Rega (cap) |
|    | Italia (bandiera) |       | Rinaldi             |
|    | Italia (bandiera) | A     | Domenico Salvi      |
|    | Italia (bandiera) |       | Santarelli          |
|    | Italia (bandiera) | C     | Gianni Zengarini    |
|    | Italia (bandiera) | A     | Renzo Zimerle       |